# Proteina C reactivă
Proteina C reactivă (PCR) este o proteină pentameră folosită în diagnosticarea multor boli, fiind unul din indicatorii analizați și urmăriți în evoluția bolilor, deoarece concentrațiile sale plasmatice cresc odată cu existența unor inflamații. Rolul său fiziologic este de a lega lizinofosfatidilcolina, exprimată la suprafața celulelor moarte sau a celor pe moarte (și a unor tipuri de bacterii), cu scopul activării sistemului complement prin intermediul căii C1q.
Nu trebuie confundată cu proteina C sau peptida C.

## Definiție
Proteina C reactivă este o proteină serică produsă de ficat care apare în sânge în faza acută a inflamațiilor ("proteină de fază acută"). Este numită și PCR sau CRP (prescurtare din engleză "C reactive protein").
Gena ce codifică PCR este situată pe cromozomul uman 1, în regiunea 1q21-q23.

## Rol
Asistând complementul C, are rol de mediator între țesutul care e implicat în boală și răspunsul sistemului imunitar (izolează, anihilează, îndepărtează, repară țesutul care este atacat).
Este prezentă atât în serul sanguin cât și în lichidul de ascită (lichid adunat în burtă), pleural (între cele două foițe ce învelesc plămânul), articular și cefalorahidian (lichidul care învelește creierul și măduva spinării) de naturä inflamatorie. Serul sanguin este lichidul gălbui care rămâne după ce s-au depus globulele roșii și albe din sângele proaspăt recoltat.

## Valoare de diagnostic
Valoarea ei în sânge se determină în laboratorul de analize medicale. 
Proteina C reactivă crește în toate bolile acute și cronice care se acutizează: în infecții, în reumatismul articular acut, poliartrita reumatoidă, boala Crohn, artrita cronică juvenilă, spondilita anchilozantă, sindromul Reiter, vasculite sistemice sau cutanate, polimialgia reumatică, sindromul Behcet, rectocolita hemoragică.
Bolile în cauză dau distrugeri de țesuturi care duc la modificări serice ale proteinelor de faza acută. Valoarea proteinei C reactive poate crește în reumatismul articular acut, poliartrita reumatoidă, boala Crohn și rectocolita hemoragică până la 3000 de ori. Infecțiile virale dau o creștere mai redusă decât infecțiile bacteriene. În unele boli ca lupus eritematos sistemic, sclerodermia, dermatomiozita PCR crește doar foarte puțin. Urmărirea în aceste cazuri a nivelelor serice al PCR este foarte importantă, pentru că arată o acutizare, agravare a bolii.
Aceste boli sunt caracterizate printr-o inflamație care poate să fie de natură infecțioasă (când agentul patogen provine din mediul extern, fiind o bacterie sau un virus) sau autoimună (boli în care corpul nu mai recunoaște structurile proprii, producând autoanticorpi împotriva acestora).

## Valori normale
Este impropriu să vorbim despre valori normale la general pentru că determinarea valorii proteinei C reactive diferă prin metoda, aparatul și reactivul folosit. Importantă este direcția de evoluție a valorii, când aceasta poate fi urmărită în aceleași condiții de analizare la intervale mai mari de timp.Poate să crească când boala nu este sub control sau poate să scădă când tratamentul a început să dea rezultate.
Poate fi determinată prin mai multe metode: aglutinare vizuală, ELISA, imunoturbidimetrie, imunodifuzare.Laboratorul denumește metoda folosită, unitatea de măsură și valorile normale pentru această metodă.
În mod general nu poate fi detectat proteina C reactivă în ser pentru că este sub 0.6 mg/dL.